# Улица Эрисмана
Улица Эрисма́на — улица в центре Москвы в Пресненском районе Центрального административного округа от проспекта Багратиона до Пресненской набережной.

## Происхождение названия
Проектируемый проезд № 3813 получил название в июне 2021 года в память о враче-гигиенисте Фёдоре Фёдоровиче Эрисмане (1842—1915). Фёдор Эрисман был создателем основополагающих принципов общественной гигиены и социально-гигиенического направления медицины в России. Рядом с улицей до 2024 года находился Ботанический сад лекарственных растений Первого московского государственного медицинского университета имени И. М. Сеченова, в котором стоит бывший дом Фёдора Эрисмана — до переезда ботанического сада в Крылатское он использовался как учебно-лабораторный корпус.

## Описание
Улица начинается, ответвляясь от съезда с Третьего транспортного кольца на проспект Багратиона, проходит на юг вдоль железнодорожной эстакады линии МЦД-4 и выходит на Пресненскую набережную. Справа от улицы находится бывшая территория Ботанического сада Сеченовского университета.